# نوبكس
نوبكس (بالألمانية: Knoppix)‏ وتنطق بالألمانية: كنوبيكس هي توزيعة لينكس تعمل مباشرة من القرص المدمج (كقرص حي) دون الحاجة لتثبيتها على القرص الصلب.
نوبكس أول توزيعة لينكس تعمل من القرص المدمج مباشرة، وقد بنيت عليها المئات من التوزيعات المشابهة. بنيت نوبكس على توزيعة دبيان وتستخدم نظام إدارة الحزم الخاص بها. تمتاز نوبكس بخاصية التعرف التلقائي على مكونات الحاسوب.

## إصدارات
اعتبارا من أبريل 2008 من الإصدار 4 حتى الإصدار 5.1.1، كنوبيكس انقسمت إلى إصدار دي في دي يسمى "maxi" (مع أكثر من 9 جيجابايت من البرمجيات)، وإصدار على سي دي يسمى "light ".
فيما يلي تواريخ صدور الإصدارات الرئيسية:

## وصلات خارجية
- الموقع الرسمي